# أحمد مهرانفر
احمد مهرانفر (بالفارسية: احمد مهران‌فر) هو ممثل إيراني، ولد في 31 مايو 1975 بكاشان في إيران.

## أعمال

### أفلام
- (2009) بخصوص إيلي

## وصلات خارجية
- أحمد مهرانفر على موقع IMDb (الإنجليزية)
- أحمد مهرانفر على موقع ألو سيني (الفرنسية)
- أحمد مهرانفر على موقع أول موفي (الإنجليزية)
- أحمد مهرانفر على موقع قاعدة بيانات الفيلم (الإنجليزية)
- أحمد مهرانفر على موقع كينوبويسك (الروسية)